# Karl Felderer

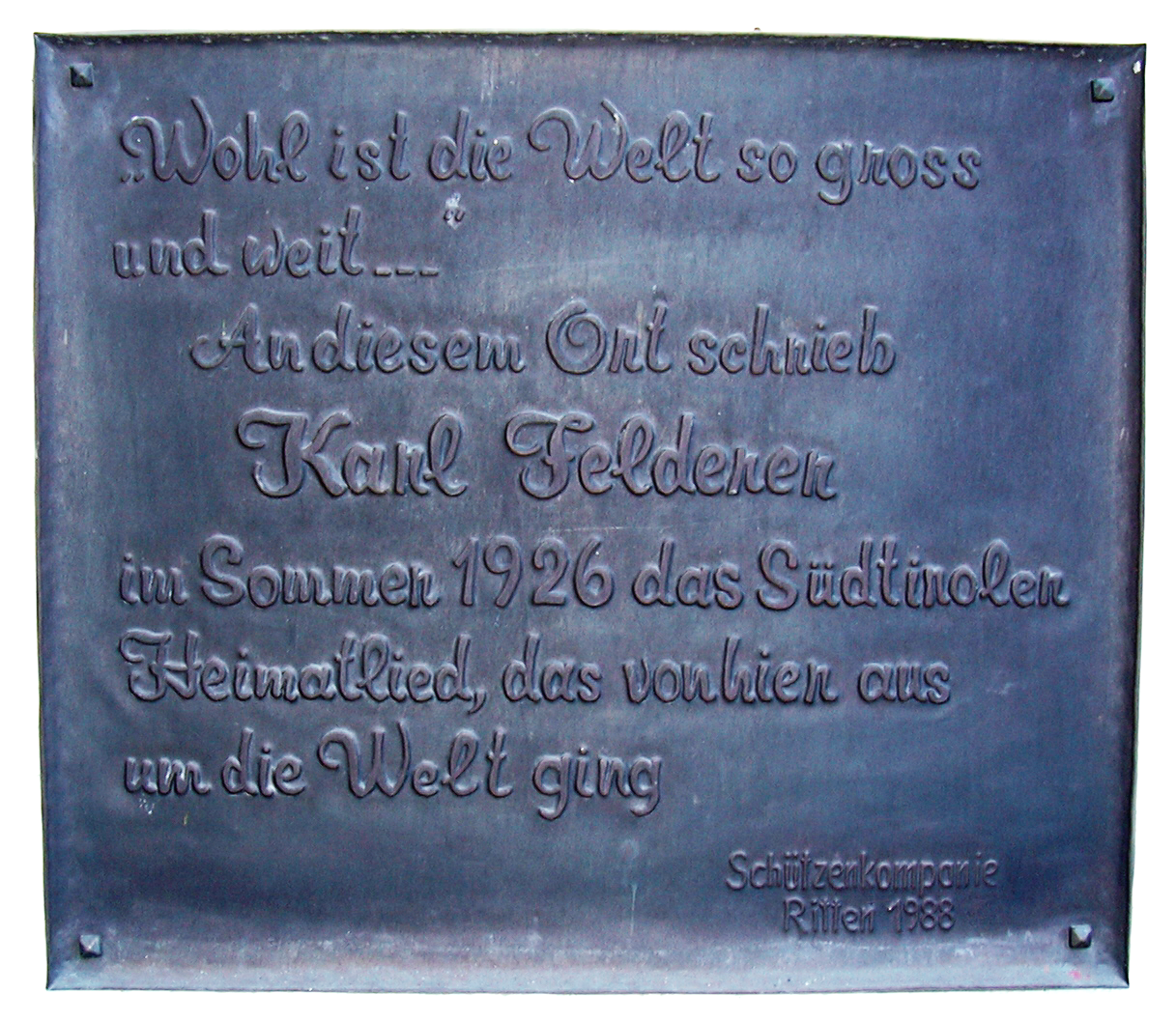
Gedenktafel auf dem Ritten

Karl Felderer (* 17. Mai 1895 in Margreid; † 3. März 1989 in Bozen, Südtirol) war ein Schriftsteller und Fotograf. Er ist der Autor des bekannten Bozner Bergsteigerliedes.

## Leben
1926, in der Zeit der Unterdrückung der deutschsprachigen Südtiroler durch den italienischen Faschismus, verfasste Felderer den Text des „Bozner Bergsteigerliedes“ („Wohl ist die Welt so groß und weit...“), das in den folgenden Jahrzehnten große Bekanntheit erlangte. 1938 verklärte Felderer in einem Gedicht mit dem Titel März 1938 den Anschluss Österreichs durch NS-Deutschland. 1940 warb der überzeugte Nationalsozialist offen für die Abwanderung der Südtiroler in das Deutsche Reich mit dem Gedicht Aufbruch, das die programmatischen Zeilen beinhaltete: „Die Treue zu Deutschland war stärker ... Leb wohl, du mein Südtirol“. 1941 veröffentlichte Felderer im Kalender „Alpenheimat“ das Gedicht Es kommt der deutsche Süden!.
1981 zeichnete die Sektion Bozen des Alpenvereins Südtirol den begeisterten Bergsteiger als Dank für sein jahrzehntelanges Engagement im Verein mit ihrer Ehrenmitgliedschaft aus.
Die meiste Zeit, besonders die letzten Jahre seines Lebens, lebte Felderer in Bozen. Sein Wohnhaus in der Brennerstraße wurde zu Beginn des 21. Jahrhunderts abgerissen.

## Publikationen
- Das Bozner Bergsteiger-Lied. Wagner, Innsbruck 1946.
- Blumenmärchen Seiseralm. Schlüsselverlag, Innsbruck 1952.
- Aus dem Lande der Dolomiten. Das Bozner Bergsteigerlied – Bozner Bergsteigergschichten. Selbstverlag, o. J.
- Ernstes und Heiteres aus großer Zeit. Selbstverlag, 1979.
- mit Mizzi Langes: Abschied vom Schlernhaus. In: Hanspaul Menara: Der Schlern: Wahrzeichen Südtirols. Hrsg. von der Sektion Bozen des Alpenvereins Südtirol anlässlich des 100-jährigen Bestehens des Schlernhauses. Athesia, Bozen 1985. ISBN 88-7014-386-4, S. 34–36.

## Auszeichnungen
- Bronzene Tapferkeitsmedaille als Soldat des 14. Gebirgsartillerieregiments Kaiser Franz Joseph I.[5]
- Verdienstmedaille des Landes Tirol 1978